# Cramér (släkt)
Cramér är en gotländsk släkt. Den härstammar från den 1661 invandrade tunnbindaren Johan Kramer (Kråmer). Enligt släkttraditionerna skall han ha kommit via Nederländerna från England. Namnet tycks dock mest tyda på Nordtyskland eller Nederländerna. Johan Kramers sonson var kyrkoherden i Rute socken Johannes Cramerus (1683–1737) som i sin tur var farfar till rådmannen i Visby Johannes Cramerus (1754–1807) vars barn tog sig namnet Cramér.

## Släktöversikt
- Johannes Cramér (1754-1807), rådman och kämnärspreses i Visby
  - Carl Abraham Cramér (1779-1828), borgmästare i Visby
    - Rudolf Cramér (1811-1899) handlare i Visby
      - Edvard Cramér (1858–1928), svensk konstnär

    - Fredrik Leonard Carl Cramér (1816-1881), kassadirektör i sjöförsäkringsbolaget Ägir
      - Carl Gustaf Fredrik Cramér (1854-1890), lantbrukare
      - Carl Fredrik (född 1855), VD för Gotlands bank
        - Carl-Rudolf Cramér (1887–1966), bankman
          - Ivo Cramér (1921–2009), svensk balettchef och regissör

        - Harald Cramér (1893–1985), svensk statistiker
          - Tomas Cramér (1922–2019), svensk jurist
          - Kim Cramér (1924–1992), svensk läkare
            - Per Cramér (född 1958), svensk rättslärd

      - Anna Cramér (1857–1941), svensk konstnär

  - Lars Cramér (1787-1829), sjökapten och dykerikommissarie
    - Johan Niclas Cramér (1812-1893), rektor och författare
    - Lars Ludvig Cramér (1813-1895), skeppsredare och dansk vicekonsul